# HMS Västergötland
Le HMS Västergötland est le navire de tête de la classe Västergötland de sous-marins de la Marine royale suédoise. Il est nommé d’après Västergötland, en Suède.

## Conception
La conception du sous-marin combinait les meilleures propriétés des classes précédentes Sjöormen et Näcken. Les sous-marins de la classe Västergötland avaient une plus grande capacité de chasse sous-marine que les classes précédentes, en partie parce qu’ils étaient équipés d’une nouvelle torpille sous-marine moderne. Ils pouvaient tirer en même temps contre différentes cibles jusqu’à six torpilles lourdes et six torpilles légères à guidage filaire, un record mondial (présentant un avantage peut-être douteux) qui tient probablement encore aujourd’hui.
La classe Västergötland comprenait les sous-marins HMS Södermanland et HMS Östergötland. Après d’importantes améliorations, ces deux sous-marins ont été reclassés dans une nouvelle classe Södermanland.

## Service en Suède
Le sous-marin a servi dans la marine royale suédoise pendant près de 25 ans et a ensuite été vendu à Singapour en 2005 avec le HMS Hälsingland.

## Service à Singapour
Le HMS Västergötland a été renommé RSS Swordsman. Le 4 novembre 2005, le Ministère de la défense singapourien (MINDEF) a signé un accord avec Kockums pour la fourniture de deux sous-marins de classe Archer (anciennement classe Västergötland) à la marine de Singapour. Âgés de plus de 20 ans et auparavant en réserve de la marine suédoise, les sous-marins ont été transférés à la marine de Singapour à la fin de leur modernisation et de leur conversion pour opérer dans les eaux tropicales. Le RSS Archer a été lancé le 16 juin 2009. Il a subi des essais en mer après son lancement et est maintenant opérationnel. Le deuxième sous-marin, le RSS Swordsman, a été lancé le 20 octobre 2010. Les sous-marins de classe Archer sont entrés en service en 2013 et ont remplacé les sous-marins de classe Challenger qui ont été retirés du service en 2015 .
En novembre 2018, la marine de Singapour a annoncé sur sa page Facebook officielle que le RSS Swordsman avait mené avec succès un tir de torpille armée dans la mer d'Andaman.